# Matapa (plat)
Cet article concerne le plat mozambicain. Pour les papillons, voir Matapa (genre).
Le matapa est un plat typique mozambicain préparé avec les jeunes feuilles de manioc pilées avec de l'ail et de la farine tirée des tubercules, cuit avec du crabe ou des crevettes.